# Heilig Hartbeeld (Druten)
Het Heilig Hartbeeld is een standbeeld in de Nederlandse plaats Druten, in de provincie Gelderland.

## Achtergrond
Huize Boldershof is een voormalig klooster en psychiatrische instelling voor vrouwen. Beeldhouwer Wim Harzing maakte voor de instelling een Heilig Hartbeeld, dat in oktober 1932 werd geïntroniseerd.

## Beschrijving
Het bronzen beeld toont een staande Christusfiguur in het voor Harzing karakteristieke ontwerp, dat hij in 1922 voor de firma Van Rossum had gemaakt en in diverse formaten werd uitgevoerd. Christus wijst met zijn linkerhand wijzend het Heilig Hart op de borst, de opgeheven rechterhand, met breed afhangende mouw, wijst naar de hemel. Het beeld staat op een hoge, bakstenen sokkel, te midden van een halfronde, gemetselde muur.